# ターキッシュバン
ターキッシュバン(Turkish Van)は、トルコを原産地とする猫の一品種。トルコのヴァン湖の界隈に源流を有するこの猫は、「バンパターン」と呼ばれる特徴的な被毛の色に加え、水と親和的であるという他猫種には珍しい習性を特色としている。水の中で遊ぶことを特に好むため、ターキッシュ・スイミングキャット、"トルコの泳ぐネコ"とも呼ばれる。

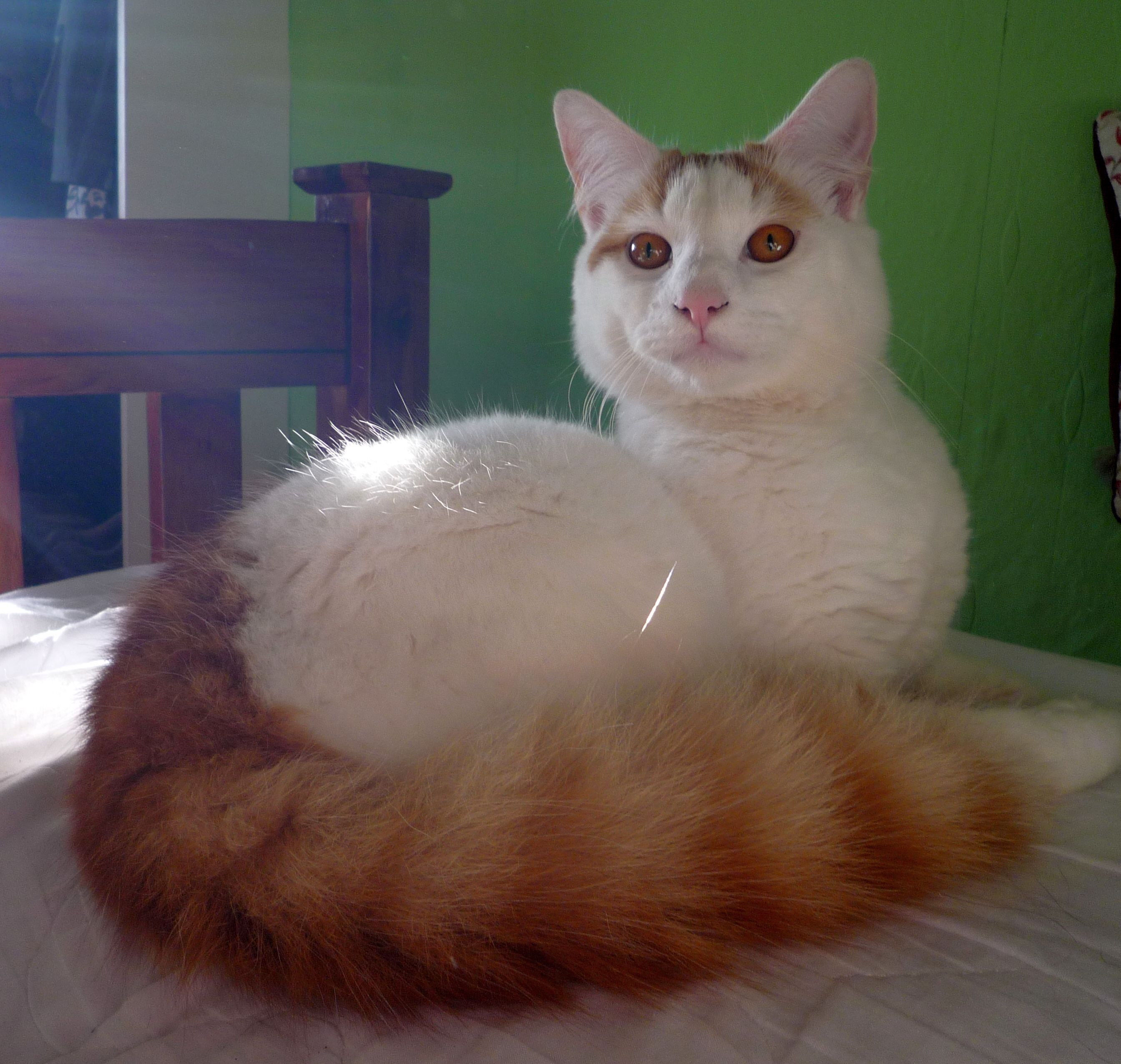
陽光のもとに佇む「バンパターン」を示したターキッシュバン

## 来歴
トルコの東部地域の内に自然発生したこの猫種は、東アナトリア地方の隔絶された山岳地帯で古くから繁殖してきた古代種で、遅くとも中世にあたる頃には既にその存在が確認されていた。
中近東の猫に多く見られる「バンパターン」を特色とする珍しい外見は古くから注目を受けてきたようで、この地の市場や野営の風景を描いた19世紀の絵画の内にしばしばその姿を見ることができる。ジョン・フレデリック・ルイス（1805〜1876年）の『アラブ・スクライブ，カイロ』という作品が一例である。
近代以降のこの猫種の歴史は、1955年に、あるイギリス出身の猫愛好家が東トルコのヴァン湖の畔で水遊びをする猫を目撃したことでさらなる広がりを見せる。ターキッシュバンの姿に魅了されたこの猫愛好家は、2匹の個体をイギリスの地へと持ち帰った。
いつしかヨーロッパ中に広く知られるようになり、1970年代になるとアメリカ合衆国へと持ち込まれ、すぐさまキャット・ファンシアーズ・アソシエーション(CFA)とザ・インターナショナル・キャット・アソシエーション(TICA)からの公認を獲得。やがて1980年代に計画的な繁殖が始まったのであった。

## 特色
長めの屈強な体に、胴体と同程度の長さの太くふさふさとした尾を持ち、頭部の高位置に付いた間隔の狭い耳、そして卵形の大きな目を有する。雄の体は特にがっしりとしている。完全な成熟までにはおおよそ3年から5年かかる。

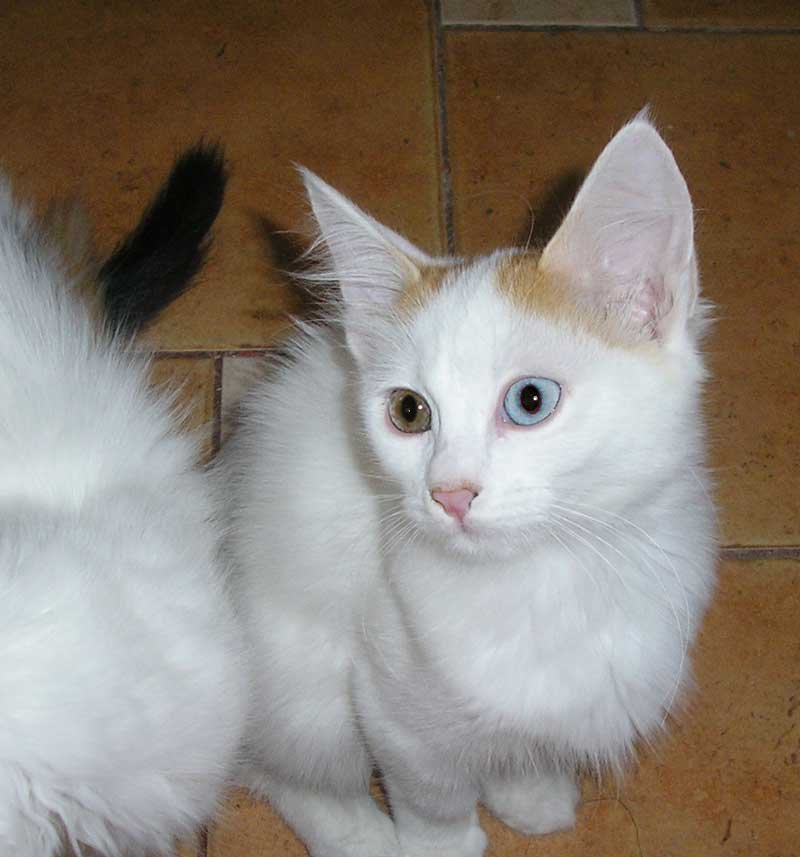
オッドアイを持つターキッシュバンの子猫

被毛は基本的にはセミロング―すなわち半長毛で、長さは季節に応じて変遷を繰り返す。冬季のほうがより長く柔らかく、夏季は尻尾を除いて短い。ビロードのような柔らかさを有するこの被毛は、一本一本が防水仕様を備え持つ。体の曲線に沿って割れるような形で束になりがちなため、動くたびに毛並みが自然に整え直されてゆく。胴体は白一色で、耳の周辺と尻尾部だけになんらかの色がついている。ターキッシュバンの被毛色の生じ方は、どれもこのパターンに限られる。「耳の周辺と尻尾部だけに色がついている」という模様を指して「バンパターン」という。元来より地中海地方の猫に見られた被毛の形式であり、ターキッシュバン特有のものであったことからこの名を持つに至った「バンパターン」は、いつしか品種改良済みの他の純血猫種にも見られる特徴となった。
目色は琥珀色か青色、あるいはこれらを持ったオッドアイ。猫は毛色が白で目色が青の個体には聴覚障害が生じやすい、しかし、ターキッシュバンは青色の目であっても聴覚障害は生じにくい猫種である。これは、ターキッシュバンの毛色が白地に有色の模様なのではなく、有色の地に大きな白い斑であるということが関係している。

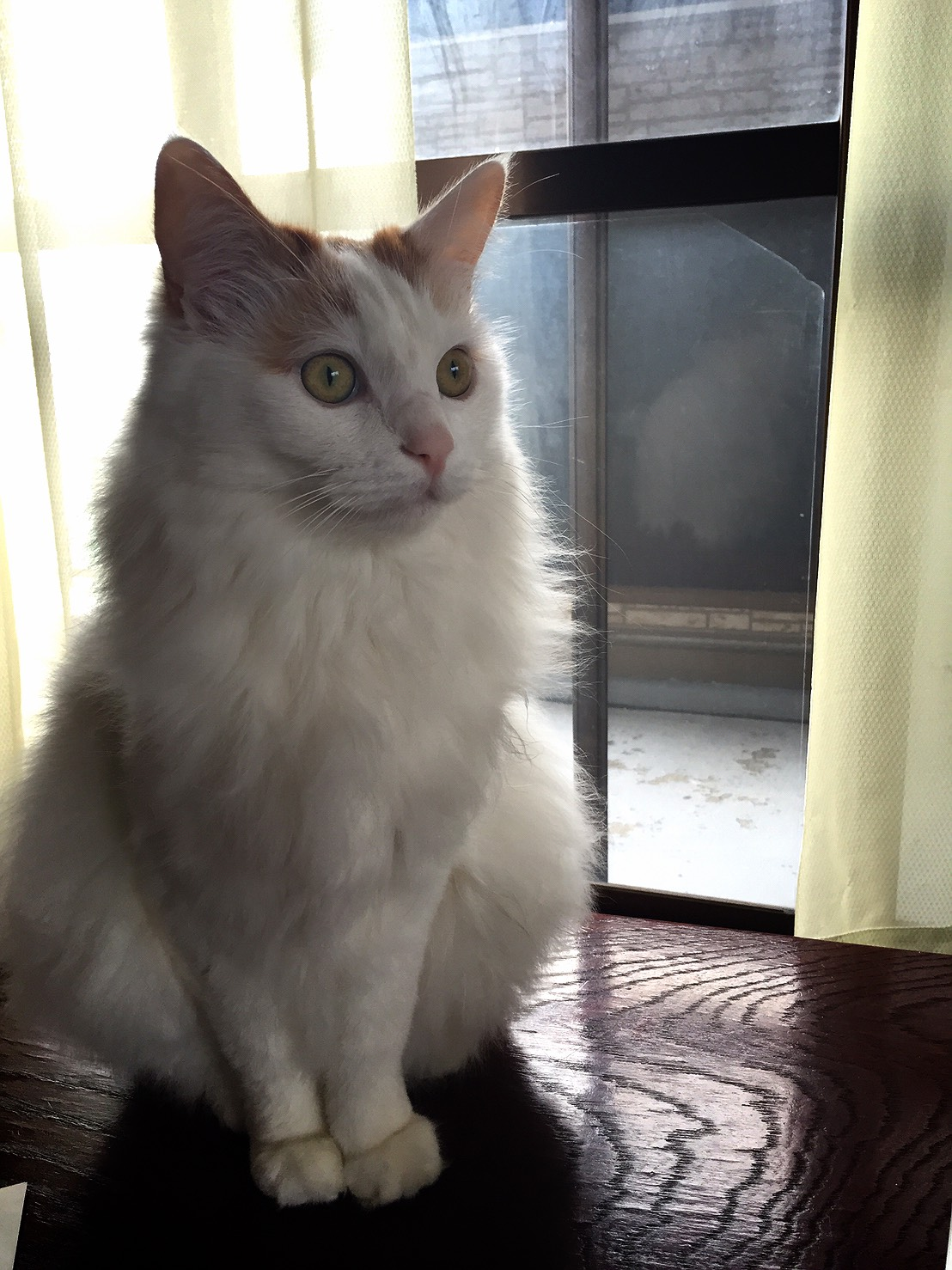
冬は毛が多くなるのがターキッシュバンの特徴

この猫種の最も面白い特性は水に興味を示す点である。入浴や水遊びを大変に好み、水泳を行うこともできる。猫といえば大抵は水を嫌うものであり、ましてや泳ぐというのは通常は考えがたい行動であるため、非常に珍しい特徴といえる。戸を開放したままの飼い主の入浴は避けられるべきとの注意喚起があるほど〔浴槽に跳び込んでくるのを避けるため〕水を好む。
稀少な種である。それは原産地においても同様であり、当地にあっては地域の秘宝としての尊重を受けている。その源流の地たるヴァン湖の一帯はかつてアルメニア国の中心地として栄えていた場所であったことから、名称を「アルメニアバン」に改めるべきと主張するアルメニア人らの声もあるという。

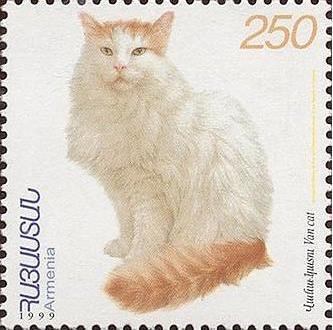
アルメニアの切手のターキッシュバン

## 飼育
非常に頭の良い猫であるため躾が楽である。狭い場所を苦手とするようで、閉じ込められると不安定になることがある。居場所の自由と思考の自由の充分な用意が推奨されている。

## 「ヴァン猫」

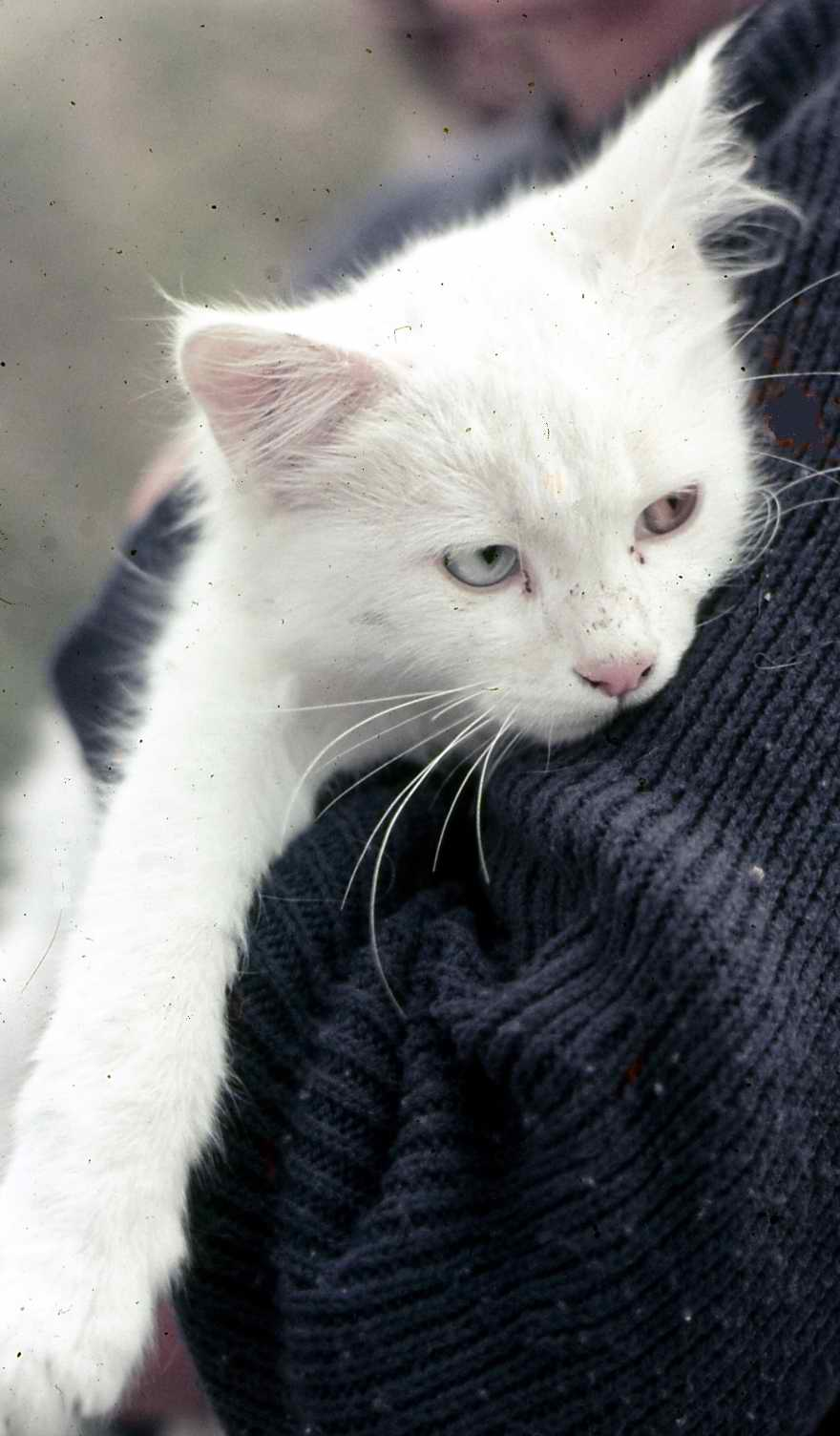
「ヴァン猫」

原産地たるトルコで一般に「ヴァン猫」と呼ばれている猫種がある。それは「ターキッシュバン」とは異なる。琥珀色または青色またはこれらを併せ持つオッドアイの目／水との親和性／その名称および原産地方という共通点がありはするものの、トルコの地に言う「ヴァン猫」には被毛全体が白色─すなわち白猫であるという原則がある。ターキッシュバンと同じく「ヴァン猫」も稀少種であり、「トルコの生きた文化遺産」との呼び声がある。トルコを開催の地とする2010年のバスケットボールの世界選手権大会の際、大会を象徴するいわゆるマスコットとしての選定を受けることにもなった。

### 文献
- ブルース・フォーグル 著、小暮規夫 訳『新猫種大図鑑』ペットライフ社、2006年。ISBN 4938396661。
- 佐藤弥生／山崎哲『世界の猫カタログ』新星出版社、1998年。ISBN 440510641X。
- ブルース・フォーグル 著、小暮規夫 訳『猫種大図鑑』ペットライフ社、1998年。ISBN 4938396459。
- 山崎哲／小島正記『日本と世界の猫のカタログ (2002年版)』成美堂出版、2001年。ISBN 4415096484。
- グロリア・スティーブンス、山崎哲『世界のネコたち』成美堂出版、2000年。ISBN 463559615X。
- Juliet Clutton-Brock 著、リリーフ・システムズ 訳『ネコ科の動物』同朋舎出版〈ビジュアル博物館〉、1992年。ISBN 4-810-41088-9。